# Manuel Bandeira
Manuel Bandeira född 19 april 1886 i Recife, död 13 oktober 1968 i Rio de Janeiro, var en brasiliansk författare. På svenska finns dikter i Arne Lundgrens tolkning i antologin Fem brasilianska poeter (Norstedt, 1961).